# James McNaught
James Rankin McNaught (8 juni 1870 – 1 maart 1919) was een Schotse voetballer die is geboren in Dumbarton. Hij speelde voornamelijk als middenvelder. Hij begon zijn voetbalcarrière bij Dumbarton FC en speelde later ook bij Linfield FC. In februari 1892 ging hij spelen voor Newton Heath waar hij uiteindelijk 162 wedstrijden speelde en twaalf keer scoorde. Hij verliet Newton Heath voor Tottenham Hotspur in mei 1898. Later speelde hij ook nog voor Maidstone United.
Hij overleed op 1 maart 1919 op 48-jarige leeftijd.